# Discographie d'iKon
Pour un article plus général, voir iKon.
Cet article présente la discographie d'iKon.
La discographie du boys band sud-coréen iKon consiste en deux albums studios, un album live et de seize singles.

## Albums

### Albums studios
| Titre                                                                              | Détails de l’album | Meilleures positions | Meilleures positions | Meilleures positions | Meilleures positions | Meilleures positions | Meilleures positions | Ventes                                       |
| Titre                                                                              | Détails de l’album | COR                  | FRA                  | JPN                  | JPN                  | TW                   | US World             | Ventes                                       |
| Titre                                                                              | Détails de l’album | COR                  | FRA                  | Oricon               | Hot                  | TW                   | US World             | Ventes                                       |
| Coréen                                                                             | Coréen | Coréen               | Coréen               | Coréen               | Coréen               | Coréen               | Coréen               | Coréen                                       |
| ---------------------------------------------------------------------------------- | --- | -------------------- | -------------------- | -------------------- | -------------------- | -------------------- | -------------------- | -------------------------------------------- |
| Welcome Back                                                                       | - Date de sortie : 1er octobre 2015 (Moitié) - Label : YG Entertainment - Formats : CD, téléchargement numérique, streaming | 1                    | —                    | 22                   | —                    | 1                    | 3                    | - COR: 159 747 - JPN : 101 384 - US : 1 000  |
| Welcome Back                                                                       | - Date de sortie : 24 décembre 2015 - Labels : YG Entertainment, YGEX - Formats : CD, téléchargement numérique, streaming   | 1                    | —                    | 3                    | —                    | 1                    | 2                    | - COR: 159 747 - JPN : 101 384 - US : 1 000  |
| Return                                                                             | - Date de sortie : 25 janvier 2018 - Labels : YG Entertainment, YGEX - Formats : CD, téléchargement numérique, streaming    | 2                    | 117                  | 12                   | 23                   | 3                    | 4                    | - COR : 105 105 - JPN : 81 988, - US : 1 000 |
| Japonais                                                                           | |                      |                      |                      |                      |                      |                      |                                              |
| iKon: New Kids                                                                     | - Date de sortie : 27 février 2019 - Labels : YG Entertainment, YGEX - Formats : CD, téléchargement numérique, streaming    | À venir              | À venir              | À venir              | À venir              | À venir              | À venir              | À venir                                      |
| "—" signifie que l’album ne s'est pas classé ou n'est pas sorti dans cette région. | |                      |                      |                      |                      |                      |                      |                                              |

### Réédition
| Titre        | Détails de l’album                                                                                               | Meilleures positions | Meilleures positions | Ventes        |
| Titre        | Détails de l’album                                                                                               | COR                  | JPN                  | Ventes        |
| ------------ | --- | -------------------- | -------------------- | ------------- |
| The New Kids | - Date de sortie : 7 janvier 2019 - Label : YG Entertainment - Formats : CD, téléchargement numérique, streaming | 1                    | 30                   | - JPN : 1 699 |

### Compilation
| Titre                  | Détails de l’album                                                                                       |
| ---------------------- | --- |
| iKon Single Collection | - Date de sortie : 28 décembre 2016 (JPN) - Label : YGEX - Formats : Téléchargement numérique, streaming |

### Album live
| Titre                                               | Détails de l’album                                                                                           | Meilleures positions | Meilleures positions | Meilleures positions | Ventes                    |
| Titre                                               | Détails de l’album                                                                                           | COR                  | JPN                  | TW                   | Ventes                    |
| --------------------------------------------------- | --- | -------------------- | -------------------- | -------------------- | ------------------------- |
| 2016 iKon – iKoncert Showtime Tour in Seoul Live CD | - Date de sortie : 4 mai 2016 - Label : YG Entertainment - Formats : CD, téléchargement numérique, streaming | 3                    | 104                  | 2                    | - COR : 8 772 - JPN : 937 |

## Mini-albums (EPs)
| Titre               | Détails de l’album                                                                                      | Meilleures positions | Meilleures positions | Meilleures positions | Meilleures positions | Meilleures positions | Meilleures positions | Ventes                                      |
| Titre               | Détails de l’album                                                                                      | COR                  | FRA Digital          | JPN                  | JPN                  | TW                   | US World             | Ventes                                      |
| Titre               | Détails de l’album                                                                                      | COR                  | FRA Digital          | Oricon               | Hot                  | TW                   | US World             | Ventes                                      |
| ------------------- | --- | -------------------- | -------------------- | -------------------- | -------------------- | -------------------- | -------------------- | ------------------------------------------- |
| New Kids: Continue  | - Date de sortie : 2 août 2018 - Label : YG Entertainment - Formats : CD, téléchargement numérique      | 2                    | 60                   | 25                   | 22                   | 3                    | 4                    | - COR : 109 481 - JPN : 5 234, - US : 1 000 |
| New Kids: The Final | - Date de sortie : 1er octobre 2018 - Label : YG Entertainment - Formats : CD, téléchargement numérique | 1                    | 61                   | 32                   | 24                   | 3                    | 5                    | - COR : 59 484 - JPN : 3 275, - US : 1 000  |
| i DECIDE            | - Date de sortie : 6 février 2020 - Label : YG Entertainment - Formats : CD, téléchargement numérique   | 3                    | —                    | —                    | —                    | 3                    | —                    | À venir                                     |

### Album single
| Titre           | Détails de l’album                                                                                       | Meilleures positions | Meilleures positions | Meilleures positions | Ventes                        |
| Titre           | Détails de l’album                                                                                       | COR                  | JPN                  | TW                   | Ventes                        |
| --------------- | --- | -------------------- | -------------------- | -------------------- | ----------------------------- |
| New Kids: Begin | - Date de sortie : 22 mai 2017 - Label : YG Entertainment, YGEX - Formats : CD, téléchargement numérique | 2                    | 1                    | 10                   | - COR : 70 949 - JPN : 43 082 |

## Singles
| Titre                                                                               | Année               | Meilleures positions | Meilleures positions | Meilleures positions | Meilleures positions | Meilleures positions | Meilleures positions | Ventes                         | Certifications      | Album               |
| Titre                                                                               | Année               | COR                  | COR                  | CHN                  | JPN                  | JPN                  | US World             | Ventes                         | Certifications      | Album               |
| Titre                                                                               | Année               | Gaon                 | Hot                  | CHN                  | Oricon               | Hot                  | US World             | Ventes                         | Certifications      | Album               |
| Pré-débuts (Team B)                                                                 | Pré-débuts (Team B) | Pré-débuts (Team B)  | Pré-débuts (Team B)  | Pré-débuts (Team B)  | Pré-débuts (Team B)  | Pré-débuts (Team B)  | Pré-débuts (Team B)  | Pré-débuts (Team B)            | Pré-débuts (Team B) | Pré-débuts (Team B) |
| ----------------------------------------------------------------------------------- | ------------------- | -------------------- | -------------------- | -------------------- | -------------------- | -------------------- | -------------------- | ------------------------------ | ------------------- | ------------------- |
| "Just Another Boy"                                                                  | 2013                | 46                   | *                    | *                    | —                    | —                    | —                    | - COR : 42 985                 | NC                  | Non issu d’un album |
| "Climax"                                                                            | 2013                | 12                   | *                    | *                    | —                    | —                    | 19                   | - COR : 98 775                 | NC                  | Non issu d’un album |
| "Wait for Me" (기다려)                                                              | 2014                | 48                   | *                    | *                    | —                    | —                    | 22                   | - COR : 95 372                 | NC                  | Non issu d’un album |
| Débuts                                                                              |                     |                      |                      |                      |                      |                      |                      |                                |                     |                     |
| Coréen                                                                              |                     |                      |                      |                      |                      |                      |                      |                                |                     |                     |
| "My Type" (취향저격)                                                                | 2015                | 1                    | *                    | 163                  | —                    | —                    | 3                    | - COR : 1 631 503              | NC                  | Welcome Back        |
| "Rhythm Ta" (리듬 타)                                                               | 2015                | 8                    | *                    | —                    | —                    | —                    | 11                   | - COR : 714 377                | NC                  | Welcome Back        |
| "Airplane"                                                                          | 2015                | 13                   | *                    | —                    | —                    | —                    | 21                   | - COR : 392 878                | NC                  | Welcome Back        |
| "Anthem" (B.I & Bobby)                                                              | 2015                | 6                    | *                    | —                    | —                    | —                    | 4                    | - COR : 202 061                | NC                  | Welcome Back        |
| "Apology" (지못미)                                                                  | 2015                | 1                    | *                    | —                    | —                    | —                    | 4                    | - COR : 600 068                | NC                  | Welcome Back        |
| "What's Wrong?" (왜 또)                                                             | 2015                | 17                   | *                    | —                    | —                    | —                    | 14                   | - COR : 184 477                | NC                  | Welcome Back        |
| "Dumb & Dumber" (덤앤더머)                                                          | 2015                | 12                   | *                    | —                    | —                    | —                    | 7                    | - COR : 444 032                | NC                  | Welcome Back        |
| "#WYD" (오늘 모해)                                                                  | 2016                | 3                    | *                    | 76                   | —                    | —                    | 6                    | - COR : 366 838                | NC                  | Non issu d’un album |
| "Bling Bling"                                                                       | 2017                | 24                   | 14                   | 7                    | —                    | 33                   | 5                    | - COR : 57 704                 | NC                  | New Kids: Begin     |
| "B-Day" (벌떼)                                                                      | 2017                | 36                   | 13                   | 97                   | —                    | 54                   | 10                   | - COR : 44 433                 | NC                  | New Kids: Begin     |
| "Love Scenario" (사랑을 했다)                                                       | 2018                | 1                    | 1                    | 10                   | —                    | 42                   | 4                    | - COR : 2 500 000 - US : 2 000 | - Gaon : Platine,   | Return              |
| "Rubber Band" (고무줄다리기)                                                        | 2018                | 27                   | 27                   | 22                   | —                    | —                    | —                    | NC                             | NC                  | Non issu d’un album |
| "Killing Me" (죽겠다)                                                               | 2018                | 9                    | 9                    | 40                   | —                    | 61                   | 2                    | - US : 1 000                   | NC                  | New Kids: Continue  |
| "Freedom" (바람)                                                                    | 2018                | —                    | —                    | —                    | —                    | —                    | —                    | NC                             | NC                  | New Kids: Continue  |
| "Goodbye Road" (이별길)                                                             | 2018                | 2                    | 2                    | 40                   | —                    | —                    | 20                   | NC                             | NC                  | New Kids: The Final |
| "I'm OK"                                                                            | 2019                | 31                   | À venir              | 164                  | À venir              | À venir              | À venir              | - CHN : 9 000                  | NC                  | The New Kids        |
| Japonais                                                                            |                     |                      |                      |                      |                      |                      |                      |                                |                     |                     |
| "Dumb & Dumber"                                                                     | 2016                | —                    | —                    | —                    | 1                    | 1                    | —                    | - JPN : 114 653                | - RIAJ : Or         | Non issu d’un album |
| "—" signifie que le titre ne s'est pas classé ou n'est pas sorti dans cette région. |                     |                      |                      |                      |                      |                      |                      |                                |                     |                     |

### Autres chansons classées
| Titre                                                                               | Année | Meilleures positions | Meilleures positions | Meilleures positions | Meilleures positions | Ventes          | Album               |
| Titre                                                                               | Année | COR                  | COR                  | CHN                  | US World             | Ventes          | Album               |
| Titre                                                                               | Année | Gaon                 | Hot                  | CHN                  | US World             | Ventes          | Album               |
| ----------------------------------------------------------------------------------- | ----- | -------------------- | -------------------- | -------------------- | -------------------- | --------------- | ------------------- |
| "Today" (오늘따라)                                                                  | 2015  | 26                   | *                    | —                    | —                    | - COR : 148 762 | Welcome Back        |
| "Welcome Back"                                                                      | 2015  | 30                   | *                    | —                    | —                    | - COR : 107 320 | Welcome Back        |
| "M.U.P" (솔직하게)                                                                  | 2015  | 34                   | *                    | —                    | —                    | - COR : 99 470  | Welcome Back        |
| "I Miss You So Bad" (아니라고)                                                      | 2015  | 15                   | *                    | 224                  | 17                   | - COR : 193 944 | Welcome Back        |
| "Rhythm Ta Remix" (Version Rock)                                                    | 2015  | 157                  | *                    | —                    | —                    | - COR : 12 788  | Welcome Back        |
| "Long Time No See"                                                                  | 2018  | 52                   | 32                   | —                    | —                    | NC              | Return              |
| "Beautiful"                                                                         | 2018  | 80                   | 52                   | 109                  | —                    | NC              | Return              |
| "Jerk" (나쁜놈)                                                                     | 2018  | 85                   | 55                   | —                    | —                    | NC              | Return              |
| "Hug Me" (안아보자)                                                                 | 2018  | 98                   | 62                   | —                    | —                    | NC              | Return              |
| "Best Friend"                                                                       | 2018  | 99                   | 63                   | —                    | —                    | NC              | Return              |
| "Don't Forget"                                                                      | 2018  | —                    | 65                   | —                    | —                    | NC              | Return              |
| "Don't Let Me Know" (내가 모르게)                                                   | 2018  | 83                   | —                    | —                    | —                    | NC              | New Kids: The Final |
| "Adore You" (좋아해요)                                                              | 2018  | 84                   | —                    | —                    | —                    | NC              | New Kids: The Final |
| "Perfect" (꼴좋다)                                                                  | 2018  | 93                   | —                    | —                    | —                    | NC              | New Kids: The Final |
| "—" signifie que le titre ne s'est pas classé ou n'est pas sorti dans cette région. |       |                      |                      |                      |                      |                 |                     |

## Vidéographie

### Albums vidéos

#### Concerts et tournées
| Titre                                                                               | Détails de l’album                                                                                 | Meilleures positions | Meilleures positions | Ventes         |
| Titre                                                                               | Détails de l’album                                                                                 | JPN                  | JPN                  | Ventes         |
| Titre                                                                               | Détails de l’album                                                                                 | DVD                  | Blu-ray              | Ventes         |
| ----------------------------------------------------------------------------------- | -------------------------------------------------------------------------------------------------- | -------------------- | -------------------- | -------------- |
| 2015-2016 iKoncert 'Showtime' in Seoul Live DVD                                     | - Date de sortie : 21 juin 2016 - Label : YG Entertainment - Format : DVD                          | —                    | —                    | NC             |
| iKoncert 2016 Showtime Tour in Japan                                                | - Date de sortie : 22 juin 2016 (JPN) - Labels : YG Entertainment, YGEX - Formats : DVD, Blu-ray   | 3                    | 3                    | - JPN : 12 779 |
| iKON Japan Tour 2016                                                                | - Date de sortie : 2 février 2017 (JPN) - Labels : YG Entertainment, YGEX - Formats : DVD, Blu-ray | 1                    | 1                    | - JPN : 18 048 |
| iKON Japan Dome Tour 2017                                                           | - Date de sortie : 2 février 2017 (JPN) - Labels : YG Entertainment, YGEX - Formats : DVD, Blu-ray | 4                    | 24                   | - JPN : 12 840 |
| iKON Japan Dome Tour 2017 Additional Dates                                          | - Date de sortie : 7 mars 2018 (JPN) - Labels : YG Entertainment, YGEX - Formats : DVD, Blu-ray    | 5                    | 8                    | - JPN : 5 245  |
| "—" signifie que le titre ne s'est pas classé ou n'est pas sorti dans cette région. | |                      |                      |                |

#### Autres sorties
| Titre                                                                              | Détails de l’album                                                                         | Meilleures positions | Meilleures positions | Ventes        |
| Titre                                                                              | Détails de l’album                                                                         | JPN                  | JPN                  | Ventes        |
| Titre                                                                              | Détails de l’album                                                                         | DVD                  | Blu-ray              | Ventes        |
| ---------------------------------------------------------------------------------- | ------------------------------------------------------------------------------------------ | -------------------- | -------------------- | ------------- |
| 2016 iKon Season's Greetings                                                       | - Date de sortie : 23 décembre 2016 (JPN) - Labels : YG Entertainment, YGEX - Format : DVD | 25                   | —                    | - JPN : 2 416 |
| Kony's Summertime                                                                  | - Date de sortie : 3 août 2016 (JPN) - Labels : YG Entertainment, YGEX - Format : DVD      | 2                    | —                    | - JPN : 4 655 |
| Kony's Wintertime                                                                  | - Date de sortie : 22 février 2017 (JPN) - Labels : YG Entertainment, YGEX - Format : DVD  | 2                    | —                    | - JPN : 5 415 |
| "—" signifie que l’album ne s'est pas classé ou n'est pas sorti dans cette région. |                                                                                            |                      |                      |               |

### Clips vidéos
| Année | Titre                         | Réalisateur(s)                       |
| ----- | ----------------------------- | ------------------------------------ |
| 2015  | "취향저격 (My Type)"          | Sa Min Han                           |
| 2015  | "리듬 타 (Rhythm Ta)"         | Seo Hyun-seung                       |
| 2015  | "Airplane"                    | NC                                   |
| 2015  | "이리오너라 (Anthem)"         | Seo Hyun-seung                       |
| 2015  | "지못미 (Apology)"            | Sa Min Han                           |
| 2015  | "왜 또 (What's Wrong?)"       | Sa Min Han                           |
| 2015  | "덤앤더머 (Dumb & Dumber)"    | Seo Hyun-seung                       |
| 2016  | "오늘 모해 (#WYD)"            | Sa Min Han                           |
| 2017  | "벌떼 (B-DAY)"                | Kim Young-jo & Yoo Soong-woo (NAIVE) |
| 2017  | "BLING BLING"                 | Seo Hyun-seung                       |
| 2018  | "사랑을 했다 (Love Scenario)" | VM Project Architecture              |
| 2018  | "죽겠다" (Killing Me)         | VM Project Architecture              |
| 2018  | "이별길" (Goodbye Road)       | Sa Min Han                           |
| 2019  | "I'M OK"                      | VM Project Architecture              |